# 1870 au Canada
Pour un article plus général, voir Chronologie du Canada.
Cet article traite des événements qui se sont produits durant l'année 1870 au Canada.

## Événements
- 19 mai : Grand feu du Saguenay–Lac-Saint-Jean

### Politique

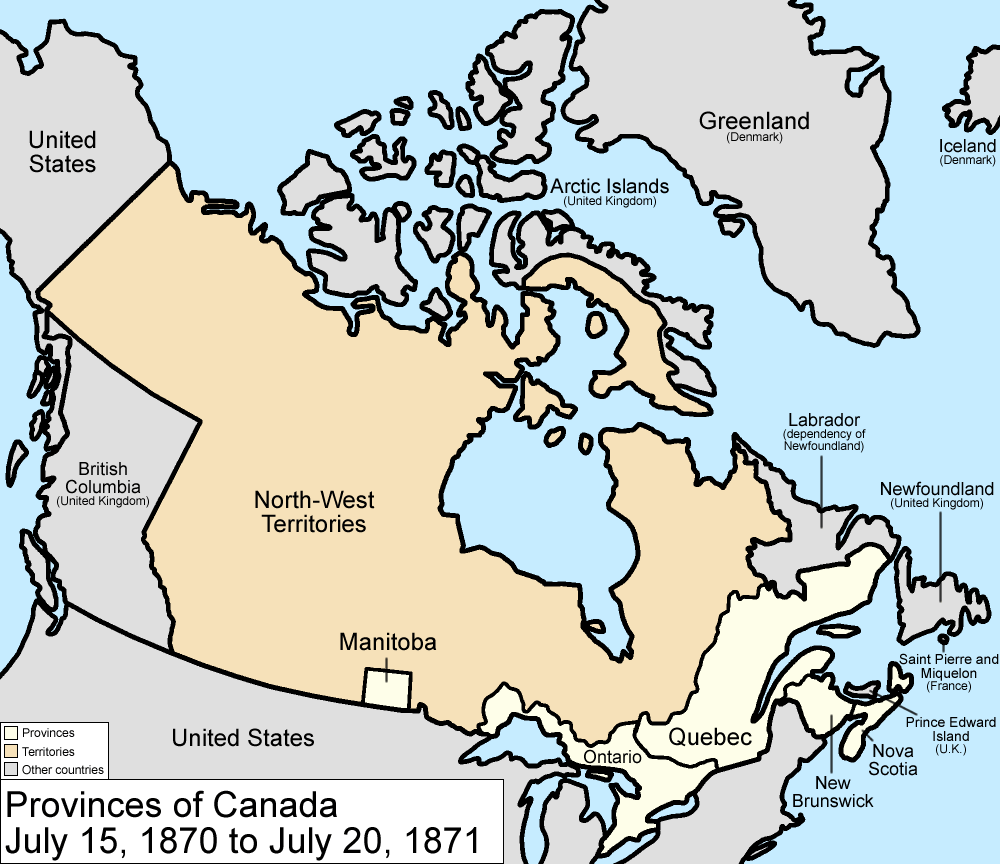
Provinces du Canada en 1870. Le Manitoba se joint à la confédération.

- 12 mai : Loi sur le Manitoba[1]. G. A. Archibald devient premier lieutenant-gouverneur fédéral du Manitoba.
- 21 mai : l’expédition de Wolseley quitte Toronto pour combattre la rébellion de la rivière Rouge au Manitoba[2].
- 15 juillet : établissement de la province du Manitoba[1]. Les anciens territoires de la Compagnie de la Baie d'Hudson (Terre de Rupert et Territoires du Nord-Ouest) sont transférés au Canada et sont nommés Territoires du Nord-Ouest (capitale : Yellowknife) en vertu de l’Act of Imperial Parliament et conformément à l’Acte de la Terre de Rupert de 1868 et de l’Imperial Order in Council du 23 juin 1870.
- 24 août : fin de la rébellion de la rivière Rouge. Louis Riel s’enfuit aux États-Unis[3].
- 16 septembre : Alfred Boyd devient premier ministre du Manitoba.

### Justice

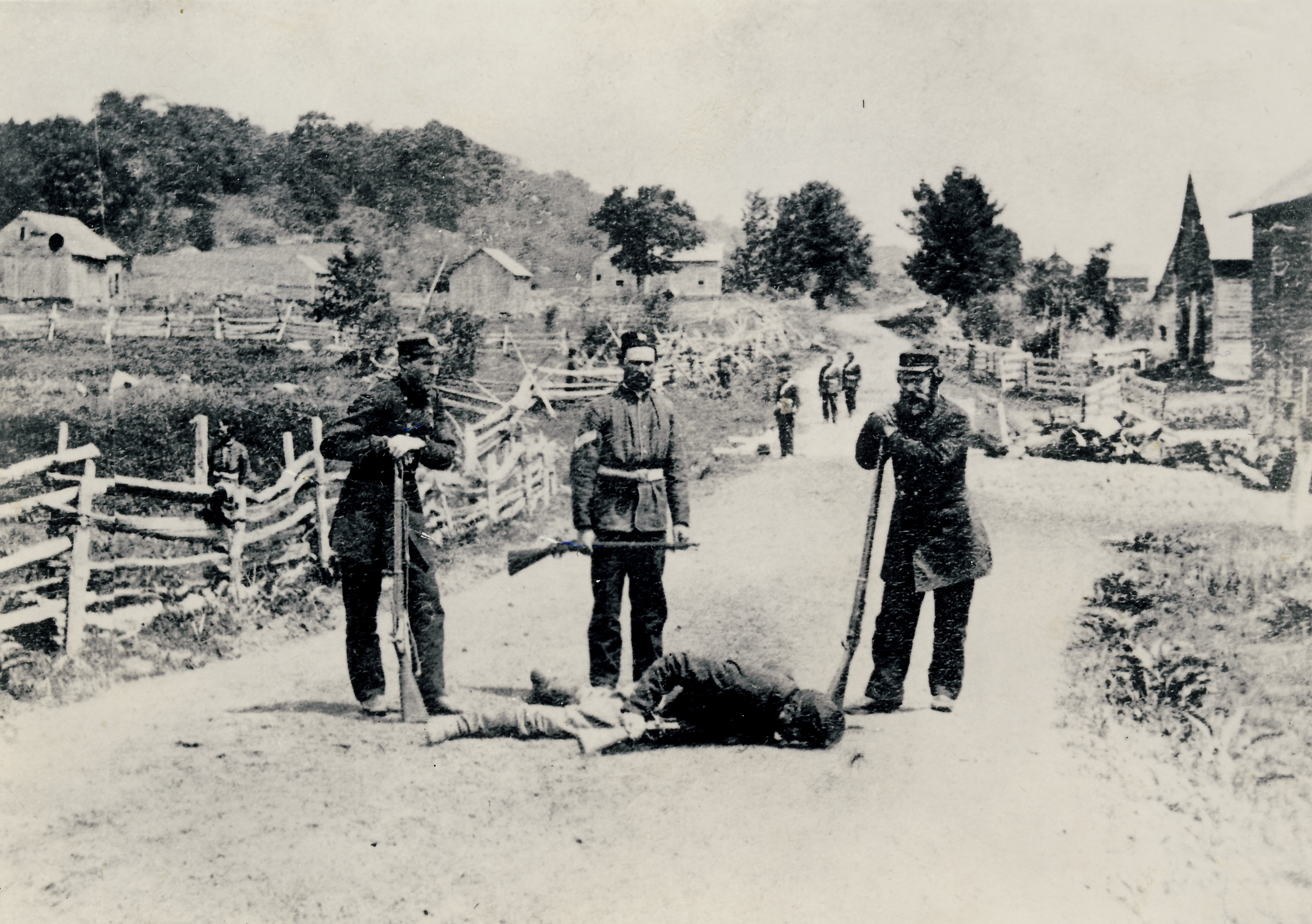
Bataille de Eccles Hill, miliciens avec un fénien abattu.

- Raids fenians dans le comté de Missisquoi au Québec, repoussés le 25 mai à la bataille d'Eccles Hill.
- Fondation de la Police provinciale, ancêtre de la Sûreté du Québec actuelle.

### Sport
- Septembre :  le Paris Crew perd une compétition d'aviron internationale à Lachine, Québec.

### Économie
- Fondation de Chemin de fer Québec Central.
- Ouverture des premières usines de Stanfield's

### Science
- Livre Éléments de botanique et de physiologie végétale, suivis d’une petite flore simple et facile pour aider à découvrir les noms des plantes les plus communes au Canada de Louis-Ovide Brunet.

### Culture

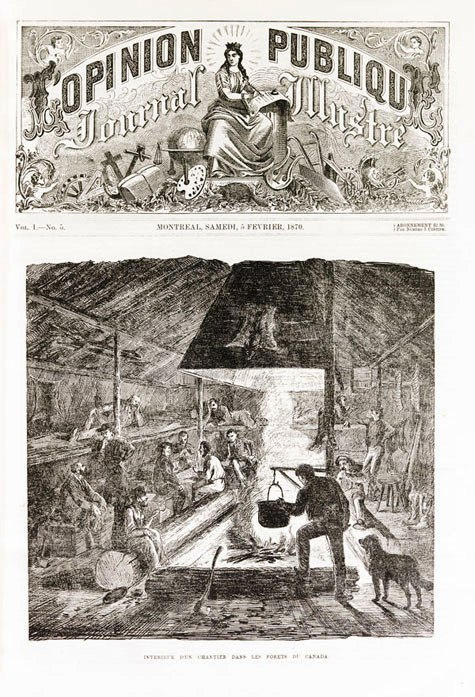
L Opinion publique - magazine illustré - 5 février 1870

- 1 janvier : première parution du journal L'Opinion publique par Georges-Édouard Desbarats.
- 30 mars : début de la carrière de cantatrice de Emma Albani.
- Recueil de poèmes Les Laurentiennes de Benjamin Sulte.

### Religion
- 18 mars : le diocèse de Toronto (catholique) devient l'Archidiocèse de Toronto. John Joseph Lynch en est son premier archevêque.
- 24 décembre : Elzéar-Alexandre Taschereau devient archevêque de Québec.
- Bataillon canadien des zouaves pontificaux en Italie. Après la conquêtes des États pontificaux, ils doivent rentrer au Canada.

## Naissances
- 15 avril : Mina Hubbard, exploratrice canadienne
- 21 mai : Leonard Percy de Wolfe Tilley, Premier ministre du Nouveau-Brunswick.
- 18 juin : Howard Ferguson, Premier ministre de l'Ontario
- 3 juillet : R.B. Bennett, Premier Ministre du Canada.
- 28 juillet : Aubin-Edmond Arsenault, Premier ministre de l'Île-du-Prince-Édouard.
- 29 juillet : George Dixon (boxeur),
- 7 septembre : James Tompkins, éducateur
- 6 octobre : Wallace Turnbull, ingénieur
- 22 octobre : Camille Roy, critique littéraire.
- 10 novembre : Harlan Carey Brewster, Premier ministre de Colombie-Britannique
- 16 décembre : Richard McBride, Premier ministre de Colombie-Britannique
- Thomas Langton Church, politicien

## Décès

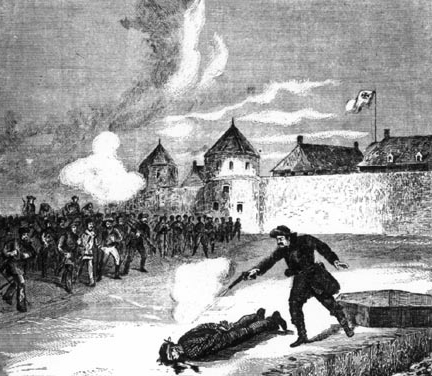
L'exécution de Thomas Scott

- 6 février : William MacBean George Colebrooke, lieutenant-gouverneur du Nouveau-Brunswick.
- 4 mars : Thomas Scott, orangiste au Manitoba.
- 30 avril : Thomas Cooke, évêque de Trois-Rivières.
- 13 octobre : Charles-François Baillargeon, archevêque de Québec.
- 25 octobre : Étienne-Michel Faillon, religieux et historien français. Il a rédigé plusieurs biographies de canadiens et sur l'histoire du Canada.
- 23 décembre : Théophile Hamel, artiste peintre.